# Непересекающиеся множества

Два непересекающихся множества.

В математике говорят, что два множества не пересекаются или дизъюнктны, если у них нет общих элементов. Эквивалентно, непересекающиеся множества — это множества, пересечение которых является пустым множеством.
Например, {1, 2, 3} и {4, 5, 6} непересекающиеся множества, в то время как {1, 2, 3} и {3, 4, 5} таковыми не являются.

## Обобщения

Попарно независимые семейства множеств

Приведённое определение непересекающихся множеств может быть расширено на любое семейство множеств. Семейство множеств попарно дизъюнктно  (элементы попарно не пересекаются), если любые два множества в семействе не имеют общих элементов.
Например, набор множеств { {1}, {2}, {3}, ... } попарно дизъюнктен.
Говорят, что два множества почти не пересекаются, если их пересечение в некотором смысле мало. Например, два бесконечных множества, пересечение которых является конечным множеством, можно считать почти не пересекающимися.
В топологии существуют различные обозначения разделённых множеств с более строгими условиями, чем отсутствие пересечения. Например, два множества считаются разделимыми, когда они имеют непересекающиеся замыкания или непересекающиеся окрестности. Подобно этому, в метрическом пространстве положительно разделённые множества — это множества, разделённые ненулевым расстоянием.

## Примеры

Множество, состоящее из барабана и гитары, не пересекается с множеством, состоящим из карты и книги
Семейство попарно непересекающиеся множеств
Семейство множеств, не являющихся попарно непересекающимися

## Пересечения
Дизъюнктность множеств или семейств множеств можно выразить в терминах пересечений.
Два множества A и B дизъюнктны тогда и только тогда, когда их пересечение {\displaystyle A\cap B} является пустым множеством.
Из этого определения следует, что любое множество дизъюнктно с пустым множеством и пустое множество является единственным множеством, дизъюнктным самому себе.
Семейство F множеств попарно дизъюнктно, если для любых двух множеств в семействе их пересечение пусто.
Если семейство содержит более одного множества, отсюда следует, что пересечение всех множеств семейства пусто. Однако семейство, состоящее из одного множества, по определению является «попарно дизъюнктным» и очевидно может иметь непустое пересечение. Кроме того, семейство множеств может иметь пустое пересечение, но не быть попарно дизъюнктно. Например, три множества { {1, 2}, {2, 3}, {1, 3} } имеют пустое пересечение, но они не попарно дизъюнктны. Фактически нет двух дизъюнктных множеств в этом наборе. Также пустое семейство множеств является попарно дизъюнктным.
Семейство Хелли — это система множеств, в которой только подсемейства с пустым пересечением попарно дизъюнктны. Например, замкнутые интервалы на вещественной оси образуют семейство Хелли — если семейство замкнутых интервалов имеет пустое пересечение и минимально (то есть никакое подсемейство не имеет пустое пересечение), оно должно быть попарно дизъюнктно.

## Дизъюнктные объединения и разбиения
Разбиение множества X — это любой набор взаимно дизъюнктных множеств, объединение которых равно X. Любое разбиение можно эквивалентно описать отношением эквивалентности, бинарным отношением, определяющим, принадлежат два элемента одному и тому же множеству в разложении или нет.
Системы непересекающихся множеств  и измельчение разбиения — две техники в информатике для эффективной работы с разбиениями набора объектов, соответственно, для операции объединения, которая сливает вместе два множества, и операции измельчения, которая разбивает одно множество на два.
Дизъюнктное объединение может означать две вещи. В наиболее простом случае это может означать объединение дизъюнктных множеств. Но если два или более множеств не дизъюнктны, их дизъюнктное объединение может быть образовано путём модификации множеств.  Например, два множества могут быть сделаны дизъюнктыми путём замены элементов упорядоченными парами элемента и индекса, определяющего, какому множеству принадлежит элемент – первому или второму.
Та же техника может быть применена для семейств из более чем двух множеств.